# Nuoto in acque libere ai campionati mondiali di nuoto 2013 - 25 km maschili
La gara dei 25 km in acque libere maschile si è svolta la mattina del 27 luglio 2013 al Moll de la Fusta, nel porto di Barcellona, in Spagna. Hanno partecipato alla competizione 35 atleti, provenienti da 24 nazioni.

## Medaglie
| Posizione | Atlete          | Paese    |
| --------- | --------------- | -------- |
| Oro       | Thomas Lurz     | Germania |
| Argento   | Brian Ryckeman  | Belgio   |
| Bronzo    | Evgenij Dratcev | Russia   |

## Risultati
| Pos. | Atleta                | Nazionalità   | Tempo     |
| ---- | --------------------- | ------------- | --------- |
|      | Thomas Lurz           | Germania      | 4h47'27"0 |
|      | Brian Ryckeman        | Belgio        | 4h47'27"4 |
|      | Evgenij Dratcev       | Russia        | 4h47'28"1 |
| 4    | Alex Meyer            | Stati Uniti   | 4h47'28"2 |
| 5    | Allan do Carmo        | Brasile       | 4h47'30"1 |
| 6    | Spyridōn Gianniōtīs   | Grecia        | 4h47'31"3 |
| 7    | Simone Ruffini        | Italia        | 4h47'42"7 |
| 8    | Guillermo Bertola     | Argentina     | 4h47'44"8 |
| 9    | Philippe Guertin      | Canada        | 4h48'46"8 |
| 10   | Jan Pošmourný         | Rep. Ceca     | 4h48'53"4 |
| 11   | Shahar Resman         | Israele       | 4h48'53"5 |
| 12   | Bertrand Venturi      | Francia       | 4h48'58"3 |
| 13   | Gergely Gyurta        | Ungheria      | 4h49'03"9 |
| 14   | Jordan Wilimovsky     | Stati Uniti   | 4h49'11"1 |
| 15   | Diogo Villarinho      | Brasile       | 4h50'31"3 |
| 16   | Luis Bolaños          | Venezuela     | 4h50'52"7 |
| 17   | Antonios Fokaidis     | Grecia        | 4h50'55"1 |
| 18   | Phillip Ryan          | Nuova Zelanda | 4h50'57"2 |
| 19   | Rhys Mainstone-Hodson | Australia     | 4h51'08"2 |
| 20   | Axel Reymond          | Francia       | 4h53'47"2 |
| 21   | Valerio Cleri         | Italia        | 4h55'16"5 |
| 22   | Libor Smolka          | Rep. Ceca     | 4h58'13"7 |
| 23   | Vladimir Djatčin      | Russia        | 4h58"18"0 |
| 24   | Vitaliy Khudyakov     | Kazakistan    | 4h58"18'1 |
| 25   | Martín Carrizo        | Argentina     | 5h01'43"1 |
| 26   | Richard Weinberger    | Canada        | 5h02'32"6 |
| 27   | Arseniy Lavrentyev    | Portogallo    | 5h03'12"8 |
| 28   | Troyden Prinsloo      | Sudafrica     | 5h03'12"8 |
| 29   | Weng Jingwei          | Cina          | 5h04'02"5 |
| 30   | Saleh Mohammad        | Siria         | 5h04'03"6 |
| 31   | Badr Chebchoub        | Tunisia       | 5h33'07"2 |
| 32   | Abdelrahman Esam      | Egitto        | 5h33'35"7 |
|      | Christian Reichert    | Germania      | ritirato  |
|      | Han Lidu              | Cina          | ritirato  |
|      | Ihor Chervynskyi      | Ucraina       | ritirato  |